# Aleph
Aleph je elektronický systém vyvíjený společností ExLibris pro knihovny. Knihovnám zjednodušuje správu. Má několik zásuvných modulů. Jeden z nich je například katalog, který může být dostupný široké veřejnosti k dohledávání knih, autorit a dalších věcí. Původně systém vznikl na Univerzitě v Jeruzalémě v 80. letech 20. století v důsledku toho, že nic podobného neexistovalo.